# Maternidade Júlio Dinis
41.1506693° N 8.625339° O
A Maternidade Júlio Dinis é uma instituição hospitalar na cidade do Porto (Portugal) criada para os cuidados à mulher e à criança. Em 2009 foi certificado "Hospital Amigo dos Bebés" pela OMS e UNICEF.

## História
O edifício foi construído entre 1928 e 1937/38, sendo a Maternidade inaugurada em 1939. As obras demoraram quase dez anos, devido à falta de verbas. Quando da sua inauguração, era a terceira maternidade do país, sendo as outras duas em Lisboa, a Maternidade de Santa Bárbara e a Maternidade Alfredo da Costa. A conceção do projecto foi do médico e professor Alfredo de Magalhães, então director da Faculdade de Medicina da Universidade de Lisboa, que pediu ao arquitecto suiço George Epitaux, já experiente em desenhar várias maternidades europeias. Foi edificada no então Largo do Campo Pequeno, agora Largo da Maternidade Júlio Dinis.
O nome da maternidade é uma homenagem a Júlio Dinis, médico e escritor portuense.